# ほてい屋
座標: 北緯35度41分28秒 東経139度42分17秒 / 北緯35.69111度 東経139.70472度
ほてい屋（ほていや）は、東京市四谷区にあった呉服店・百貨店である。
1926年（大正15年）から1935年（昭和10年）にかけて、当時の東京市四谷区新宿三丁目交差点の北西の角にあった百貨店の店舗は、遅れて西隣に店舗を構えた伊勢丹に買収されて消滅し、店舗は伊勢丹新宿店の一部に組み込まれた。

## 歴史・概要

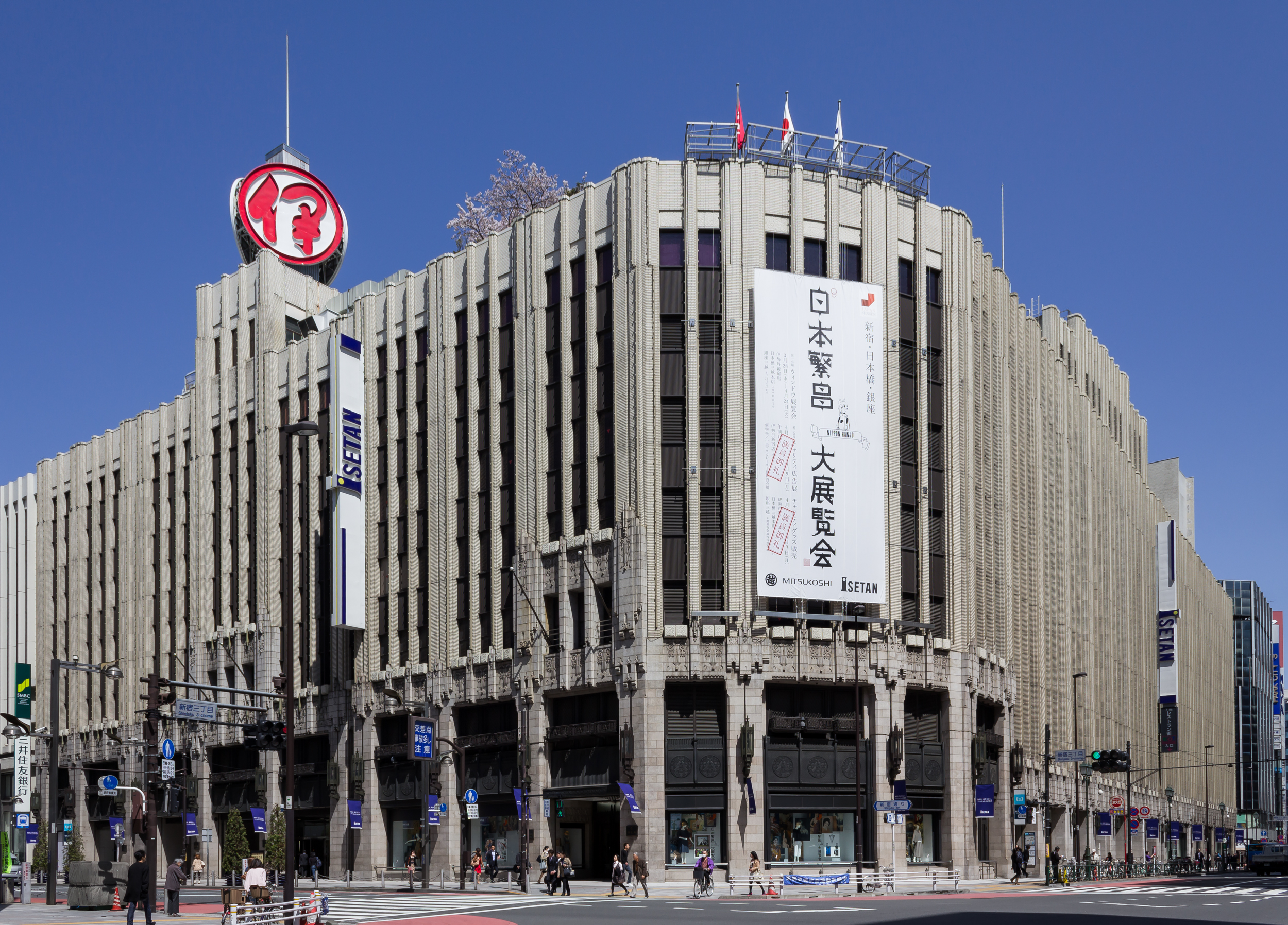
伊勢丹新宿店、2012年撮影。
新宿三丁目交差点に面した角から、南面（向かって左手）、東面とも、壁面から突き出た細長い看板のあたりまでが、旧ほてい屋の構造を残す部分。

神奈川県都築郡津田村出身の西條巳之助が牛込の戎商店での修行の後、1870年（明治3年）に故郷で呉服商を開いたのが始まりである。
しかし、故郷では商圏が小さいことから1881年（明治14年）に東京に進出することとし、「伊勢屋呉服店」を開いた。
ところが、翌1882年（明治15年）に火災で全焼して全財産を失って閉店した。
1884年（明治17年）に四谷伝馬町新1丁目10番地で呉服店を再開し、東京の山手一帯へ外商活動を展開するなどして、徐々に営業規模を拡大して軌道に乗せた。
丸の中に福々しい布袋様が描かれた商標を用いていたことから、人々が伊勢屋ではなく「ほていや」と呼ぶようになったことから、屋号を「布袋屋」へ変更した。
なお、所在地は、1886年（明治19年）12月時点で既に四谷区麹町13丁目7番地とされ、1890年（明治23年）11月時点で四谷区麴町13丁目6番地となっており、1894年（明治27年）時点では四ツ谷門外を北へ一丁・西へ二半行ったところであったとされている。
富山県上市町出身の青木竹次郞が、西條巳之助の三女と結婚し、1910年（明治43年）に娘婿・西條清兵衛となって家督を相続した。
養子として「布袋屋」の経営を引き継いだ西條清兵衛は、新宿の将来性を見込んで同地で百貨店を開くことを決意し、1925年（大正14年）11月11日に竹中組（現・竹中工務店）の施工で鉄筋コンクリート造7階建ての建物を着工した。
1926年（大正15年）10月1日に新宿追分の「追分角」と呼ばれた新宿三丁目交差点の北西角の新宿3丁目7番地に百貨店を開店し、1927年（昭和2年）12月20日に資本金100万円で「株式会社ほてい屋吳服店」を設立して法人化した。
本館1400坪、附属建物200坪、地下1階、7階建ての大型店であったが、すぐに手狭となり、1929年（昭和4年）に500坪を増設、地下も2階に拡張した。
当時の東京では屈指の百貨店の一つとなり、全盛期には新宿では三越に次ぐ好成績を上げていたが、次々と競合が出店して業績が悪化した。
西條清兵衛が経営不振を苦にして1930年（昭和5年）7月に大磯で自殺し、西條巳之助の三女で西條清兵衛の未亡人であった西條千代が経営を引き継ぎ、日本の百貨店で初の女性社長となった。
1931年（昭和6年）に四谷区塩町3丁目と伝馬町1丁目の「旧・ほてい屋呉服店」の2か所に「魚菜市場」という分店を開設した。
伊勢丹の出店に対抗するため、1932年（昭和7年）12月に新館増築工事に着工した。
しかし、この無理な増築工事が裏目に出て、1933年（昭和8年）9月28日の伊勢丹開業後の売上減少と相まって、資金不足で完成できず、仕入資金にもことを欠くようになって経営危機に陥った。
その為、当時の京王線駅前に1933年（昭和8年）12月3日に前川財閥が開いた「味のデパート三福」に経営再建の支援を求める交渉を1934年（昭和9年）4月に開始したが、交渉妥結が纏まる前の同月25日に不渡手形を出す事態に陥った。
その翌日26日に交渉が妥結したことから、経営破綻を免れることになった。
それを受けて、同年5月10日の株主総会で西條千代社長と経理部長田島直政が辞任して、堀日文専務が社長に昇格すると共に、三福専務の本多長利が専務に就任して営業の全権を掌握し、三福営業部長の上野浩が営業部長兼宣伝部長に就任して経営再建を目指すことになった。
そして、100万円減資した後、50万円の新株を発行して資本金200万円とする減増資も、その臨時株主総会で決定した。
前川財閥による増資引き受けと融資に加えて、関西信託会社からの融資を受けて、従来からの高利の借入金を返済。
新館建設工事も清水組（現・清水建設）に切り替えるなど経営再建を進めた。
この経営再建を支援した前川財閥は伊勢丹が新宿に進出して新店舗を建設するための資金調達時に50万円を融通して資本金200万円となった伊勢丹の大株主となっており、支援開始当時から伊勢丹との経営統合を図るとの噂があった。
しかし、その後も伊勢丹との競争に対抗することが出来ず、1935年（昭和10年）5月25日に再び不渡手形を出す事態に陥った。
そこで、三福の前川武平が伊勢丹に買収を持ち掛け、同年6月18日に伊勢丹が当社の店舗の土地建物と什器備品なども含めて買収した。
それに伴い、同年6月14日の株主総会で解散を決議した。
そして、伊勢丹が当店の店舗を買収して増改築して店舗が統合されることになり、同年12月5日に当社旧店舗の約70％の改装を終えて伊勢丹が増床開店し、翌年1936年（昭和11年）3月20日に当社の旧店舗を全面的に改装して増床開店した。
なお、伊勢丹は新宿の店舗を、清水組（現・清水建設）の施工で、当店を併合することを目指して予め当店と階の床の高さを揃えるといった設計で店舗を建てており、この店舗の統合・増改築工事も引き続生き担当した。

## 年表
- 1870年（明治3年） - 西條巳之助が神奈川県都築郡津田村で呉服商を開業[3]。
- 1881年（明治14年） - 東京に進出し[3][5]、「伊勢屋呉服店」を開業[6]。
- 1882年（明治15年） - 火災で全焼し、全財産を失って閉店[3][5]。
- 1884年（明治17年） - 四谷伝馬町新1丁目10番地で呉服店を再開[3]。
- 1910年（明治43年） - 娘婿・西條清兵衛が家督を相続[10][12]。
- 1925年（大正14年）11月11日 - 竹中組（現・竹中工務店）の施工で新宿に鉄筋コンクリート造7階建ての建物を着工[2]。
- 1926年（大正15年）10月1日[2] - 新宿3丁目7番地に百貨店を開店[1]。
- 1927年（昭和2年）12月20日 - 資本金100万円で「株式会社ほてい屋吳服店」を設立[14]。
- 1931年（昭和6年） - 四谷区塩町3丁目と伝馬町1丁目の「旧・ほてい屋呉服店」の2か所に分店「魚菜市場」を開設[21]。
- 1930年（昭和5年）7月 - 西條清兵衛が大磯で自殺[18]。
- 1934年（昭和9年）
  - 4月25日 - 不渡手形を出す[22]。
  - 4月25日 - 「味のデパート三福」との交渉が妥結[22]。
  - 5月10日 - 株主総会で西條千代社長と経理部長田島直政が辞任して、堀日文専務が社長に昇格すると共に、三福専務の本多長利が専務に就任して営業の全権を掌握し、三福営業部長の上野浩が営業部長兼宣伝部長に就任[22]。
- 1935年（昭和10年）
  - 5月25日 - 再び不渡手形を出す[26]。
  - 6月14日 - 株主総会で解散を決議[27]。
  - 6月18日 - 伊勢丹が当社の店舗の土地建物と什器備品なども含めて買収[26]。
  - 12月5日 - 当社旧店舗の約70％の改装を終えて伊勢丹が増床開店[26]。
- 1936年（昭和11年）3月20日 - 当社の旧店舗を全面的に改装して伊勢丹が増床開店[26]。